# Sava Ranđelović

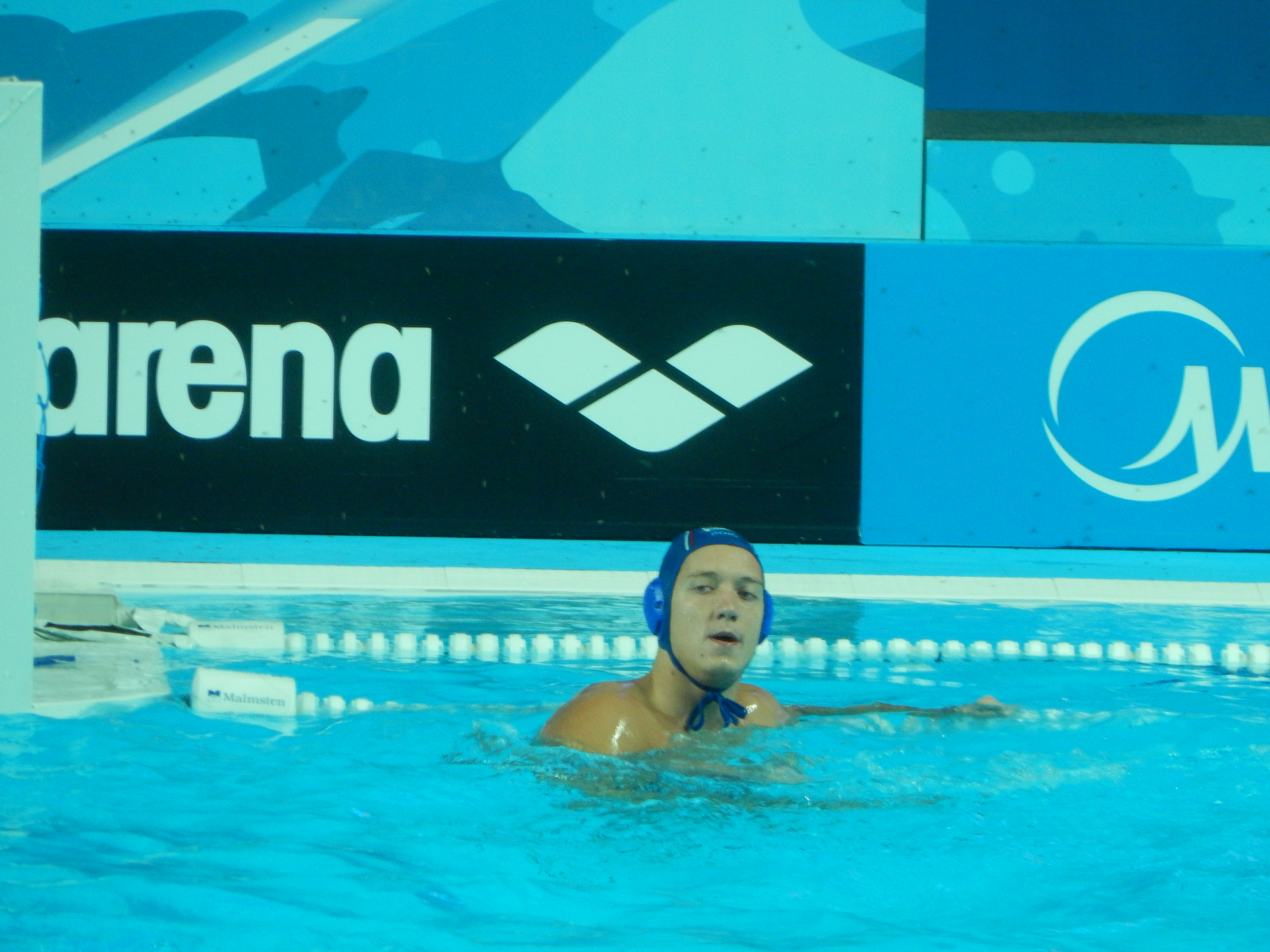
Sava Ranđelović im Weltmeisterschaftsfinale 2015

Sava Ranđelović (serbisch-kyrillisch Сава Ранђеловић; * 17. Juli 1993 in Niš) ist ein serbischer Wasserballspieler. Er war dreimal Olympiasieger, einmal Weltmeister sowie dreimal Europameister.

## Sportliche Karriere
2014 besiegten die serbische Nationalmannschaft im Finale der Europameisterschaft in Budapest die ungarische Auswahl. Der Verteidigungsspezialist Sava Ranđelović warf sein einziges Turniertor im Viertelfinale gegen Griechenland. Bei der Weltmeisterschaft 2015 in Kasan bezwangen im Finale die Serben die Kroaten mit 11:4. Anfang 2016 gewannen die Serben den Titel bei der Europameisterschaft in Belgrad. Beim olympischen Wasserballturnier in Rio de Janeiro belegten die Serben in ihrer Vorrundengruppe nur den vierten Platz. Mit Siegen über Spanien im Viertelfinale und über Italien im Halbfinale erreichten die Serben gleichwohl das Finale und bezwangen dort die kroatische Mannschaft mit 11:7. Sava Ranđelović erzielte seine beiden Turniertore in der Vorrunde.
2017 bei der Weltmeisterschaft in Budapest erhielt das serbische Team die Bronzemedaille, nachdem sie im Halbfinale gegen die Kroaten verloren hatten. Im gleichen Jahr gewann Ranđelović mit der serbischen Auswahl bei der Universiade in Taipeh. 2018 erkämpfte Serbien bei den Mittelmeerspielen in Tarragona die Goldmedaille vor der griechischen Mannschaft. Einen Monat später siegte Serbien bei der Europameisterschaft in Barcelona nach Fünfmeterschießen im Finale gegen Spanien. Sava Ranđelović warf zwei Tore in der Vorrunde. Nachdem die serbische Mannschaft sowohl bei der Weltmeisterschaft 2019 als auch bei der Europameisterschaft 2020 lediglich den fünften Platz belegt hatte, flog sie nicht als Favorit zu den Olympischen Spielen in Tokio. Serbien unterlag in der Vorrunde gegen Spanien und Kroatien. Nach einem Viertelfinalsieg über Weltmeister Italien und einem Halbfinalsieg über die Spanier gewannen die Serben das Finale gegen die Griechen mit 13:10.
Ranđelović belegte mit der serbischen Mannschaft den fünften Platz bei der Weltmeisterschaft 2022 und den vierten Platz Weltmeisterschaft 2023 und den sechsten Platz bei der Weltmeisterschaft 2024. Bei den Olympischen Spielen 2024 in Paris erreichte die serbische Mannschaft in der Vorrunde den vierten Platz. Nach Siegen über Griechenland im Viertelfinale und das US-Team im Halbfinale standen die Serben im Finale und trafen auf die Kroaten, die in der Vorrunde ebenfalls Gruppenvierte geworden waren. Serbien siegte im Endspiel mit 13:11 und gewann die dritte olympische Goldmedaille in Folge. Sava Ranđelović erzielte sein letztes Tor in Paris im Halbfinale.
Auf Vereinsebene spielte Sava Ranđelović bis 2015 bei VK Roter Stern Belgrad. Danach war er in Italien und in Ungarn aktiv.